# Burg Donnerschwee
Die Burg Donnerschwee ist eine abgegangene Niederungsburg im Oldenburger Stadtteil Donnerschwee in Niedersachsen aus dem 11. Jahrhundert. 

## Aufbau
Eine Beschreibung aus dem Jahr 1844 gab an, dass die Burgstelle erhöht auf einer Weide lag und von einem Doppelgraben umgeben war, zu dieser Zeit seien auch noch Steinfundamente sichtbar gewesen. Der Burgplatz war auf einer Luftaufnahme aus dem Jahr 1952 noch zu erkennen und hatte eine Größe von etwa 30 × 40 Metern.

## Geschichte
Die erste Erwähnung der Herren von Donnerschwee war 1237. Das Geschlecht war ein Zweig der seit 1159 nachgewiesenen Herren von Bremen. Das Adelsgeschlecht starb im Jahr 1398/99 mit dem Kanoniker Gerhard von Bremen aus. Die Herren von Schagen waren die Besitznachfolger. Friedrich von Schagen verkaufte im Jahr 1399 seinen Anteil der Burg an Graf Moritz von Oldenburg. Der Grafentochter Ingeborg, diente die Anlage als Wohnsitz als diese nach der Gefangennahme ihres Mannes Ocko tom Brok aus Aurich vertrieben wurde. Die letztmalige Erwähnung der Burg war im Jahr 1436, als sie an Dietrich von Bardewisch verpfändet wurde. Die Rasteder Chronik gibt an, dass die Burg im Jahr 1464 von Bremern zerstört wurde. Im Jahr 1817 hieß das dortige Flurstück „Borgwall“, 1844 findet sich der Name „Bollwerk“.